# 中國天弓控股
中國天弓控股有限公司，簡稱中國天弓控股及中國天弓（港交所：0428），是在1993年成立。前身為「新鴻基可換股票據有限公司」和「亨亞有限公司」。
主要業務投資上市及非上市企業。在1998年2月12日更名之前，利芳烈、周博裕等有關人士，進行收購新鴻基公司旗下基金，當時在2007年7月29日，在多倫多證券交易所上市。
其後2013年春天，由於在多倫多交易所交投有限，故此在2013年7月22日撤銷上市。2018年，公司名稱由「匯嘉中國控股有限公司」(Huge China Holdings Limited)改為「中國天弓控股有限公司」(Cocoon HoldingsLimited)。

## 連結
- HarmonyAsset.com.hk